# Parmalat
Parmalat S.p.A. este o companie multinațională italiană producătoare de produse lactate, băuturi răcoritoare și alte produse alimentare. Compania a fost reînființată în anul 2005, după falimentul din 2003.

## Parmalat în România
Compania este prezentă și în România, din anul 1991, unde vinde marca de sucuri și ice-tea Santal și câteva mărci de lapte precum Sviluppo și Zymil.
Parmalat deține o fabrică pentru producția sucurilor Santal în comuna Tunari, lângă București, în care a investit peste 15 milioane de euro.
Unitatea de producție a fost inaugurată în 1996, la cinci ani după intrarea Parmalat pe piața locală cu sucurile Santal.
Număr de angajați în 2008: 137
Cifra de afaceri:
- 2008: 13,4 milioane euro[4]
- 2007: 14,5 milioane euro[5]